# Ivan Singer
Ivan Singer (* 14. November 1929 in Arad (Rumänien); † 24. August 2020) war ein rumänischer Mathematiker, der sich mit Funktionalanalysis befasste. Er war am Mathematischen Institut der Rumänischen Akademie der Wissenschaften in Bukarest (Simon Stoilow Institut).

## Werdegang
Von ihm stammte ein Standardwerk über Basen in Banachräumen, mit denen er sich seit 1954 befasst. Er schrieb auch eine Monographie über beste Approximation in normierten Vektorräumen durch Untervektorräume.
Außer Funktionalanalysis befasste er sich mit Optimierung, konvexer und diskreter Geometrie und Operations Research. 
Er war Mitglied der Rumänischen Akademie der Wissenschaften (korrespondierendes ab 1992, volles ab 2009).
Singer war unter anderem Gastprofessor am University College in Swansea, der Florida State University, der Pennsylvania State University, der University of Iowa und der Ohio State University.

## Schriften
- Bases in Banach Spaces, 2 Bände, Grundlehren der mathematischen Wissenschaften, Springer, 1970, 1981
- Best approximation in normed linear spaces by elements of linear subspaces, Grundlehren Math. Wissenschaften 171, Springer 1970 (Rumänische Ausgabe 1967)
- The theory of best approximation and functional analysis,  CBMS Reg. Confer. Series in Applied Math.13, Society for Industrial and Applied Mathematics, Philadelphia, 1974
- Abstract convex analysis. Wiley-Interscience, New York, 1997
- Duality for nonconvex approximation and optimization. Springer, New York, 2006,